# Expresso (hebdomadaire)
Pour les articles homonymes, voir Expresso (homonymie).
L'Expresso est un hebdomadaire édité au Portugal depuis 1973, et sort le vendredi.

## Histoire
Expresso a été publié pour la première fois en 1973,. Son fondateur est Francisco Pinto Balsemão. Le journal est publié sur une base hebdomadaire. Il fait partie du groupe portugais Impresa, qui contrôle également divers magazines, dont Caras et Visão, entre autres.
Expresso a été publié au format broadsheet jusqu'en septembre 2006, date à laquelle il est passé au format format berlinois,.
Journal hebdomadaire, il incorpore divers suppléments, couvrant l'actualité générale, les affaires, le sport, l'actualité internationale, le divertissement, la société, un magazine, des suppléments de recrutement et de petites annonces immobilières, et possède également un site sur Internet. Il est connu pour son indépendance éditorialeCourrierIntern /> et ses reportages politiques fouillés[1][13].
Le Prémio Pessoa est un prix portugais remarquable institué en 1987 par Expresso et la société Unisys. Il s'agit de l'un des prix les plus réputés décernés au Portugal, qui porte le nom du poète Fernando Pessoa. En 1980, Expresso, en partenariat avec SDG - Simuladores e Modelos de Gestão - a créé le Global Management Challenge, un concours de gestion stratégique destiné aux étudiants universitaires.
Le journal a reçu le prix du journal européen en 2006 et en 2015 dans la catégorie des hebdomadaires.
Selon les données de Bareme Impresa se référant au semestre entre janvier et juin 2012, le lecteur de l'hebdomadaire Expresso a, en profil-type, un âge compris entre 25 et 64 ans,et fait partie des cadres moyens et supérieurs, résidant dans les régions urbaines.

## Tirage
Le tirage d'Expresso était de 138 000 exemplaires pendant la période comprise entre janvier et septembre 2000. Il n'est plus que de 71 465 exemplaires entre janvier et août 2015. Pour autant, il est toujours considéré comme un des périodiques les plus lus au Portugal et comme un des sites web payants d'information les plus consultés.